# Jan Oszacki
Jan Oszacki (ur. 1 października 1915 w Morawskiej Ostrawie, zm. 22 lipca 1982 w Krakowie) – polski chirurg.

## Życiorys
Syn Aleksandra Oszackiego, profesora medycyny wewnętrznej Uniwersytetu Jagiellońskiego. Po ukończeniu krakowskiego gimnazjum św. Anny rozpoczął studia na Wydziale Lekarskim UJ, gdzie w 1939 otrzymał dyplom ukończenia. Praktykę szpitalną odbył w klinice Jeno Polyi w Budapeszcie.
Po wybuchu II wojny światowej, podczas kampanii wrześniowej służył w szpitalu polowym w Krakowie. W czasie okupacji niemieckiej pracował w fabryce narzędzi chirurgicznych, a po zakończeniu działań wojennych w Klinice Chirurgii kierowanej przez prof. Jana Glatzla.
W 1946 na Wydziale Lekarskim UJ uzyskał stopień naukowy doktora medycyny na podstawie napisanej pod kierunkiem profesora Glatzla rozprawy o przygotowaniu farmakologicznym pacjentów przed operacją wola nadczynnego. W 1947 został powołany do wojska i skierowany do pracy w charakterze lekarza wojskowego na Oddziale Chirurgicznym Wojskowego Szpitala Okręgowego w Toruniu. Po zakończeniu służby wojskowej powrócił do pracy w I Klinice Chirurgicznej UJ, z której w 1950 został zwolniony. Uzyskał zatrudnienie na stanowisku adiunkta w III Klinice Chirurgicznej AM w Szpitalu im. Gabriela Narutowicza w Krakowie. Dodatkowo podjął się kierowania krakowskim 11 Oddziałem Chirurgicznym Instytutu Onkologii.

Od 1953 przez rok przebywał w Korei Północnej, gdzie był dyrektorem szpitala Czerwonego Krzyża w Hamhyng. W 1954 został docentem w Klinice Chirurgii, od 1959 do końca życia kierował II Katedrą i Kliniką Chirurgiczną Akademii Medycznej. Był dziekanem Wydziału Lekarskiego Akademii Medycznej (1960–1965) i rektorem (1965–1972) tej uczelni. W 1961 uzyskał tytuł profesora nauk medycznych, od 1967 był członkiem korespondentem, a od 1980 członkiem rzeczywistym Polskiej Akademii Nauk. W latach 1963–1971 pełnił funkcję specjalisty krajowego w dziedzinie chirurgii.

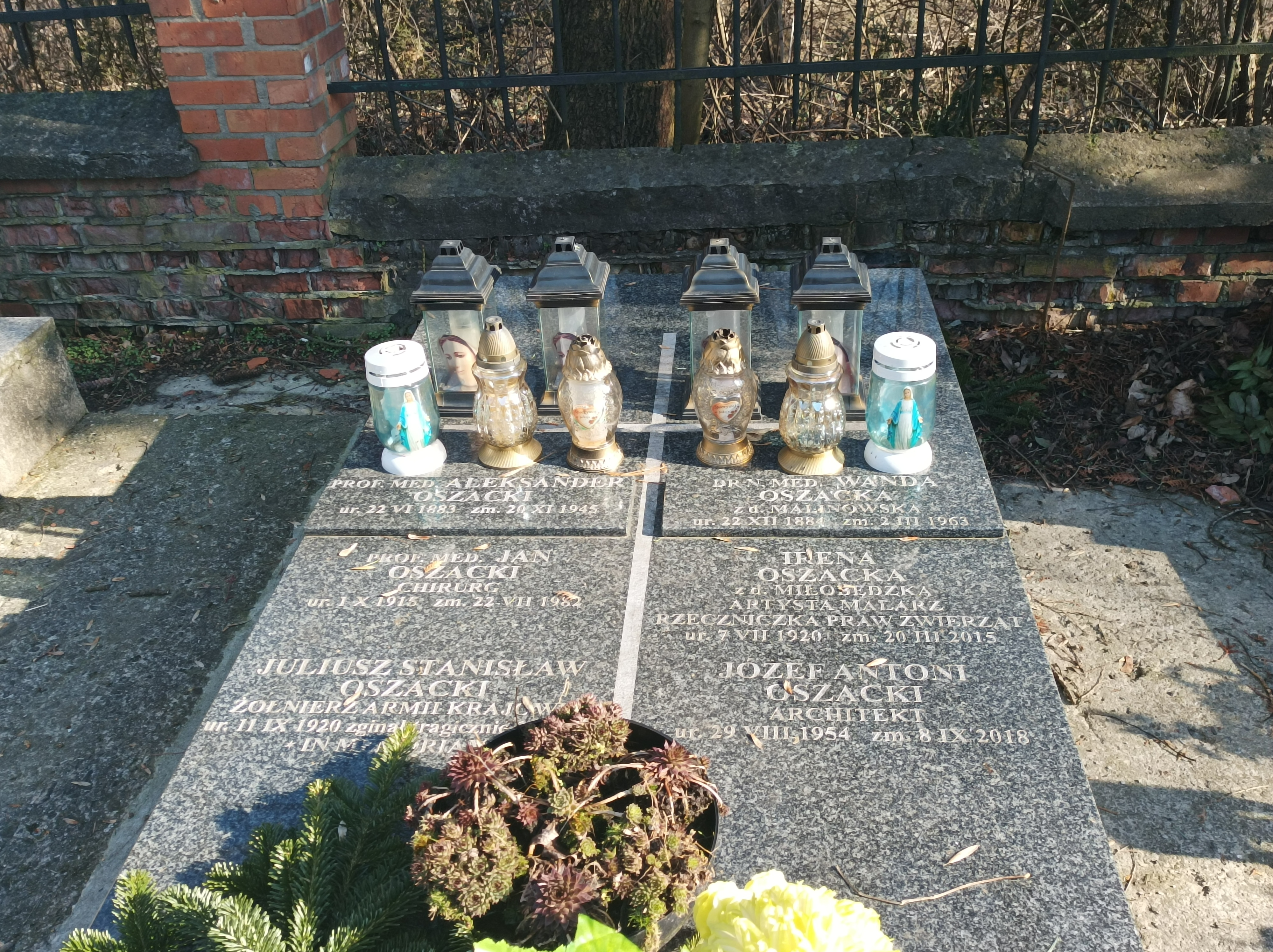
Grób Jana i Aleksandra Oszackich na cmentarzu Salwatorskim

Od 1954 był zastępcą redaktora naczelnego czasopisma „Polski Przegląd Chirurgiczny” – oficjalnego organu Towarzystwa Chirurgów Polskich. W 1972 został wybrany na stanowisko redaktora naczelnego. Był redaktorem i współautorem podręcznika „Patofizjologia chorób chirurgicznych”.
W 1975 został doktorem honoris causa Akademii Medycznej w Warszawie.
Zmarł w Krakowie, w wyniku ciężkich powikłań pooperacyjnych. Pochowany na cmentarzu Salwatorskim (sektor SC9-C-8).

## Dorobek naukowy
Opublikował ok. 200 prac naukowych, podręczników medycznych, redaktorem tłumaczeń. Był konsultantem chirurgii w regionie południowo-wschodnim, członkiem rady naukowej przy Ministerstwie Zdrowia i Opieki Społecznej, wieloletnim redaktorem naczelnym „Polskiego Przeglądu Chirurgicznego”, członkiem Międzynarodowego Towarzystwa Chirurgów.
Wykonał pierwszą w Krakowie komisurotomię mitralną, w wyniku prowadzonych badań ustalił, że ostre choroby jamy brzusznej mają przebieg ze zróżnicowanym nasileniem oligowolemii oraz zmianami ilościowymi w komórkach i przestrzeni międzykomórkowej.

## Ordery i odznaczenia
- Krzyż Kawalerski Orderu Odrodzenia Polski (12 października 1954)[4]
- Srebrny Krzyż Zasługi (22 lipca 1953)[5]
- Medal 10-lecia Polski Ludowej (13 stycznia 1955)[6]
- Medal Komisji Edukacji Narodowej
- Odznaka tytułu honorowego „Zasłużony Nauczyciel PRL”